# Yoshiko Kawashima (Skeletonpilotin)
Yoshiko Kawashima (jap. 川島 誉子, Kawashima Yoshiko; * 23. August 1967) ist eine frühere japanische Skeletonpilotin.
Yoshiko Kawashima war im Zeitraum 2003 und 2004 sowohl national wie international aktiv. Ihr erstes internationales Rennen bestritt die Japanerin im Dezember 2003 im Rahmen des Skeleton-America’s-Cup in Calgary, wo sie zunächst 23. und kurz darauf 18. wurde. Einen Monat später debütierte Kawashima in Lillehammer im Skeleton-Weltcup und erreichte dort den 22. Platz. Im Februar belegte sie mit dem 19. Rang ihr bestes Weltcup-Resultat. In der Gesamtwertung der Saison 2003/04 wurde die Japanerin 24. Karrierehöhepunkt wurde die Skeleton-Weltmeisterschaft 2004 in Königssee, wo Kawashima auf den 24. Platz kam. Bei den nationalen Meisterschaften gewann sie 2003 die Bronzemedaille, 2004 wurde sie Sechste.